# اورگیلو آرنه
اورگیلو حارم یا آرنه (به انگلیسی: Orgueilleuse of Harenc) (مرگ پس از ژانویه ۱۱۷۵)، شاهزاده انطاکیه، یکی از دولت‌های صلیبی در خاورمیانه و اراضی مقدس از دهه ۱۱۶۰ میلادی تا زمان مرگش بود. او نخستین همسر شاهزاده بوهموند انطاکیه بود اما بخش اعظمی جزئیات از زندگی وی نامشخص است. براساس گفته مورخ، اندرو باک، اورگیلو یکی از فرزندان خانواده اشرافی فرسنل بود که پس از تصرف آرنه یا حارم در قلمروی دولت جدید صلیبی انطاکیه مستقر شدند. او از بوهموند صاحب دو فرزند پسر شد: ریمون (۱۱۶۹) و بوهموند (۱۱۷۱).

## زندگی
منع اصلی در رابطه با زندگی اورگیلو، کتاب لینیاژ د اوترمر (Lignages d'Outremer) است که اثری در رابطه با خاندان اشرافی و برجسته دولت‌های صلیبی و پادشاهی ارمنی کیلیکیه است که در حدود ۱۲۷۰ میلادی نوشته اشت. از وی نخستین بار در منشورها در بازه زمانی ۱۱۷۰ تا ۱۱۷۵ نام برده شده است. با این حال هم اصل و نسب او و هم نحوه ازدواجش با بوهموند نامشخص است و تنها اطلاعات موجود از وی آن است که احتمالاً پس از ژانویه ۱۱۷۵ میلادی درگذشته باشد. مورخ اندرو باک معتقد است که وی وارث حارم یا آرنه، دژ استراتژیک و مهم در خطوط و مرزهای شاهزاده‌نشین انطاکیه که وظیفه مقابله در برابر یورش‌های مسلمانان از جانب حلب را داشت، بوده است.
براساس گفته باک، اورگیلو در دهه ۱۱۶۰ به ازدواج بوهموند سوم، شاهزاده انطاکیه درآمد. اندرو باک معتقد است که با وجود کمبود اطلاعات از زندگی وی، اورگیلو احتمالاً از خاندان‌های برجسته و قدیمی انطاکیه بوده است که توانسته به ازدواج شاهزاده آن قلمرو در بیاید؛ بنابراین از نظر باک وی یکی از فرزندان و اعضای خاندان اصیل و برجستهٔ فرسنل با تباری نورمنی است که حدود ۱۱۱۱ به رهبری گی فرسنل آرنه یا حارم را متصرف شدند. به گفته باک، آرنه «تاریخی آشفته و پرآشوبی» داشت چراکه بارها میان نیروهای شاهزاده‌نشین انطاکیه و نیروهای امارت حلب دست به دست می‌شد تا آن که در سال ۱۱۶۴ به‌طور کامل از دستان شاهزاده‌نشین انطاکیه خارج شد. هرچند بوهموند تلاش‌هایی برای بازپس‌گیری آن در دهه ۱۱۷۰ و ۱۱۸۰ ترتیب داد اما موفق نبود.
اورگیلو از بوهموند دو فرزند پسر شد: ریمون در سال ۱۱۶۹ و بوهموند در سال ۱۱۷۱ به دنیا آمدند. بوهموند پس از مرگ پدر، به عنوان جانشین قلمروی انطاکیه انتخاب شد در حالی ریمون پس از وارث پسر نداشتن ریمون سوم، کنت طرابلس، به عنوان پسرخوانده وی به عنوان جانشین قلمروی طرابلس انتخاب شد. باک چنین فرضی را مطرح می‌سازد که احتمالاً برادر کوچکتر و ناتنی بوهموند، بالدوین، انطاکیه را برای پیوستن به گارد وارنگیان پس از تولدش ترک گفته است چراکه بوهموند درصدد آن بود تا جایگاه وارث را حفظ کند تا پس از مرگ زودهنگامش مشکلی در مسئله جانشینی مطرح نشود. مالکولم باربر، مورخ قرون وسطی نیز چنین اذعان داشته است که آخرین اشاره به اورگیلو در فوریه ۱۱۷۵ است در حالی گی پری معتقد است که آخرین اشاره به شاهزاده اورگیلو در مارس ۱۱۷۵ بوده است.